# Hiroki Azuma
Hiroki Azuma, född 9 maj 1971 i Mitaka, Tokyo, är en japansk kultur- och litteraturkritiker. Efter studier utmynnande i en PhD vid University of Tokyo blev han professor vid International University of Japan 2003. Karriären som litteraturkritiker tog fart 1993 då han anlade en postmodern stil influerad av ledande japanska litteraturkritiker som Kojin Karatani och Akira Asada. Under 1990-talet började han undersöka olika populärkulturella trender, i synnerhet den framväxande otaku-kulturen och videospelskulturen generellt. Han blev då känd som något av en talesperson eller förespråkare av den nya generationens värderingar. Azuma har gett ut sju böcker, däribland Sonzaironteki, Yubinteki (1998), om Jacques Derridas filosofi och litteratur, vilken blev prisbelönad vid Suntory Literary Prize år 2000.

### Översättning
Den här artikeln är helt eller delvis baserad på material från engelskspråkiga Wikipedia, Hiroki Azuma, 27 oktober 2015.